# Sherlock (série télévisée)
Vous lisez un « bon article » labellisé en 2011.
Pour les articles homonymes, voir Sherlock.
Sherlock est une série télévisée policière britannique créée par Mark Gatiss et Steven Moffat et diffusée depuis le 25 juillet 2010 sur BBC One. Produite par Hartswood Films et BBC Wales pour la BBC et WGBH Boston pour sa série d'anthologie Masterpiece, elle est une adaptation moderne des aventures de Sherlock Holmes écrites par Sir Arthur Conan Doyle, avec Benedict Cumberbatch dans le rôle-titre et Martin Freeman dans celui du docteur Watson.
En France, la série a été diffusée d'abord sur France 4 à partir du 1er janvier 2011, puis sur France 2 à partir du 15 juillet 2011, en Suisse dès le 13 avril 2011 sur RTS Un, et au Québec depuis le 13 mai 2011 sur ICI Radio-Canada Télé.
Sherlock a fait de bons scores d'audience, et a reçu de nombreuses critiques positives, concernant notamment l'adaptation contemporaine de l’œuvre de Conan Doyle et les performances d'acteurs, et la première saison a remporté le BAFTA Award de la meilleure série dramatique et un Peabody Award en 2011.

## Synopsis
Cette adaptation libre des romans et nouvelles d'Arthur Conan Doyle présente le célèbre duo dans un contexte contemporain. En effet, la série transpose l'époque dans laquelle évoluent les deux personnages de la fin du XIXe siècle au XXIe siècle.
Sherlock Holmes est détective consultant et il accueille comme colocataire le docteur Watson, un ancien médecin de l'armée britannique blessé en Afghanistan. Il aide Scotland Yard à résoudre des enquêtes ardues en utilisant ses dons d'observation et de déduction associés aux technologies actuelles comme Internet ou les téléphones portables.

## Distribution

### Acteurs principaux
- Benedict Cumberbatch (VF : Gilles Morvan) : Détective Sherlock Holmes (13 épisodes)
- Martin Freeman (VF : Yann Peira) : Dr John Watson (13 épisodes)
- Una Stubbs (VF : Nicole Favart) : Mme Hudson (13 épisodes)
- Rupert Graves (VF : Loïc Houdré) : lieutenant Lestrade (12 épisodes)

### Acteurs récurrents
- Mark Gatiss (VF : Patrick Osmond) : Mycroft Holmes (9 épisodes)
- Louise Brealey (VF : Marine Tuja) : Molly Hooper (9 épisodes)
- Andrew Scott (VF : Cédric Dumond) : Jim Moriarty (8 épisodes)
- Amanda Abbington (VF : Marie Giraudon) : Mary Watson (7 épisodes)
- Jonathan Aris (VF : Pierre Laurent) : Anderson (6 épisodes)
- Vinette Robinson (VF : Laura Zichy) : Sergente Sally Donovan (5 épisodes)
- Sian Brooke (VF : Marion Valantine) : Elizabeth / Eurus Holmes (3 épisodes)
- Yasmine Akram (VF : Barbara Delsol) : Janine (3 épisodes)
- Zoe Telford (VF : Hélène Bizot) : Sarah (2 épisodes)
- Lara Pulver (VF : Laurence Crouzet) : Irène Adler (2 épisodes)
Version française
  - Société de doublage : Nice Fellow[1],[2],[3]
  - Direction artistique : Roland Timsit[3]
  - Adaptation des dialogues : Wendy Tramier et Philippe Lebeau[3]

Source VF : Doublage Séries Database et RS Doublage

## Production

### Développement

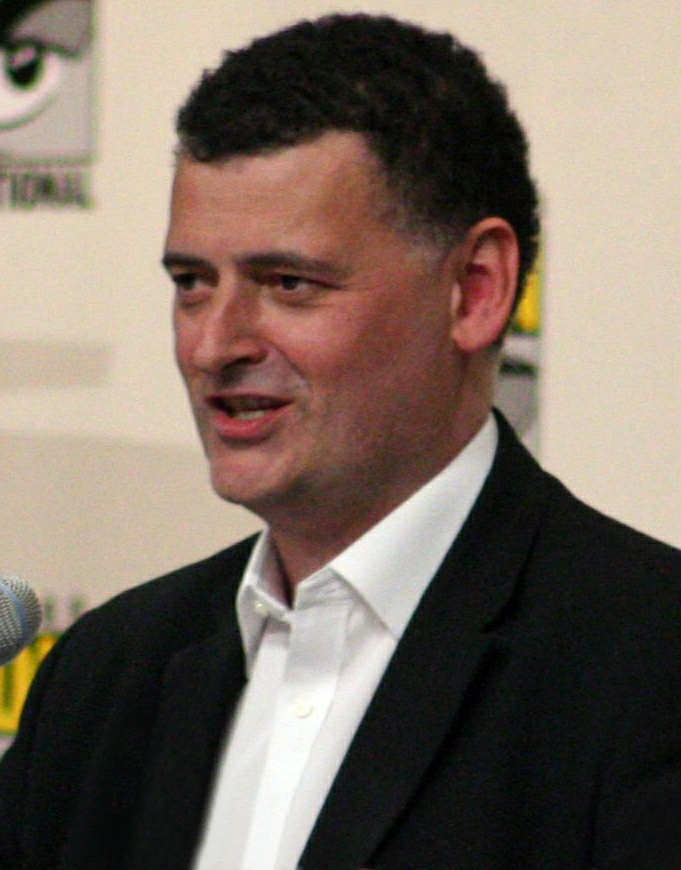
Le producteur et scénariste de la série Sherlock : Steven Moffat.

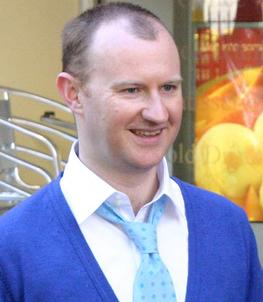
L'acteur Mark Gatiss.
Dans la série Sherlock il interprète le frère de Sherlock (Benedict Cumberbatch)

Le projet est né de la collaboration entre Steven Moffat et Mark Gatiss, ayant tous deux l'expérience de l'adaptation de la littérature victorienne pour la télévision. Moffat avait précédemment adapté l’Étrange Cas du docteur Jekyll et de M. Hyde (Strange Case of Dr Jekyll and Mr Hyde) dans la série de 2007 Jekyll, et Gatiss a été le scénariste de l'épisode Des morts inassouvis (The Unquiet Dead) de la série Doctor Who, où le Docteur rencontre Charles Dickens. Tous deux scénaristes de Doctor Who, ils discutaient de leur projet d'adaptation de Sherlock Holmes, en tant que fans des enquêtes du détective, au cours de leurs nombreux trajets vers Cardiff, siège de la production de Doctor Who. Alors qu'ils se trouvaient à Monte-Carlo pour le Festival de télévision annuel, la productrice Sue Vertue, épouse de Steven Moffat, les réunit pour discuter des détails du projet. Il n'y avait pas d'adaptation récente des aventures de Sherlock Holmes (1988 au cinéma et 2001 à la télévision), et la série a commencé à être produite en même temps que le film moderne de Guy Ritchie, sorti en 2009.
Gatiss explique que ce qui les a attiré était l'idée de situer Sherlock dans le Londres d'aujourd'hui et ils ont voulu en particulier explorer la relation entre Sherlock Holmes et John Watson, et la raison pour laquelle ils sont devenus les plus incroyables partenaires de la littérature,. Steven Moffat a ajouté qu'ils souhaitaient retourner au cœur de l'histoire originale : « les histoires de Conan Doyle ne parlaient pas de redingotes et de lampes à gaz ; elles parlaient de brillantes déductions, d'affreux méchants et de crimes à glacer le sang — et franchement, au diable la crinoline. Les autres détectives ont des affaires, Sherlock Holmes a des aventures, et c'est ça qui importe, ».
Gatiss a également critiqué les récentes adaptations télévisées des récits de Conan Doyle, qu'il trouve « trop révérencieuses et trop lentes », visant à être aussi irrévérencieux vis-à-vis du canon que les films des années 1930-1940 avec Basil Rathbone, leur préféré étant La Vie privée de Sherlock Holmes (The Private Life of Sherlock Holmes, 1970) de Billy Wilder avec Robert Stephens : ces films sont pour eux les plus proches de l'esprit des histoires de Doyle et ils ont voulu restituer cet esprit,.
Avec Steven Moffat, ils considèrent que tout ce qui a précédemment été fait sur Sherlock Holmes est trop « canonique », et que l'essence du personnage a été perdue dans les adaptations « d'époque ». Leur Sherlock Holmes utilise les technologies modernes, les SMS, Internet et le GPS, pour résoudre les crimes, car en 1887 Sherlock Holmes était un jeune homme moderne : « les accessoires ont changé ; la personnalité, elle, demeure ». Paul McGuigan, réalisateur de deux des épisodes de Sherlock, précise que dans l'œuvre originale, Holmes utilise tous les appareils possibles et qu'il est toujours dans son laboratoire à faire des expériences. La série en est simplement une version moderne : il utilise les outils disponibles aujourd'hui pour démêler les choses,, et Cumberbatch, interprète du rôle-titre, complète en disant : « je doute que [Holmes] utilise beaucoup Wikipédia, mais il utilise les technologies comme une ressource, ».
Cette insistance sur les technologies modernes est encore accentuée par la transformation du slogan « la partie est commencée » en une formule plus moderne « c'est parti pour un tour ». De nombreux éléments relatifs aux personnages ont également été actualisés, comme l'utilisation des prénoms alors qu'ils se nomment par leur nom de famille dans les romans (ce qui renvoie d'ailleurs au titre de la série), à leur manière moins formelle de s'adresser l'un à l'autre (et le tutoiement pour la version française),, le fait qu'ils soient vus comme un couple homosexuel par les observateurs extérieurs, etc.
En outre, des événements actuels ont été incorporés à l'histoire de chacun des personnages, afin de faire correspondre leur passé à la réalité contemporaine, et apaiser les admirateurs des récits originaux. Par exemple, au début de la série, le docteur Watson que joue Martin Freeman revient blessé de la guerre en Afghanistan. Alors qu'il parlait du personnage de Watson avec les membres de The Sherlock Holmes Society of London et discutait du fait qu'il rentrait blessé de la seconde guerre anglo-afghane (1878–1880), Gatiss a réalisé que « c'est la même guerre aujourd'hui. La même guerre ingagnable. » Et dans la série comme dans le livre Holmes le devine au premier coup d'œil.
Sherlock a initialement été annoncé comme un unique épisode de 60 minutes au cours du Festival international de la télévision d'Édimbourg en août 2008 pour une diffusion prévue vers la fin de l'année 2009, avec l'ambition de produire une série complète si l'audience du pilote était satisfaisante. Cependant, la première version du pilote — qui aurait coûté 800 000 £ — ayant fait les frais de rumeurs qui prévoyaient un désastre potentiel,, la BBC, qui produit la série, a décidé de ne pas le diffuser, et a commandé un nouveau tournage d'un total de trois épisodes de 90 minutes chacun,. Le pilote original est disponible dans les bonus de la première saison en DVD. D'après l'équipe technique et certains journalistes, le pilote, qualifié de « plus primaire » par Steven Moffat, a changé de format et a été substantiellement rallongé et réécrit, et complètement réimaginé au niveau des décors, du rythme et du son,.

### Casting

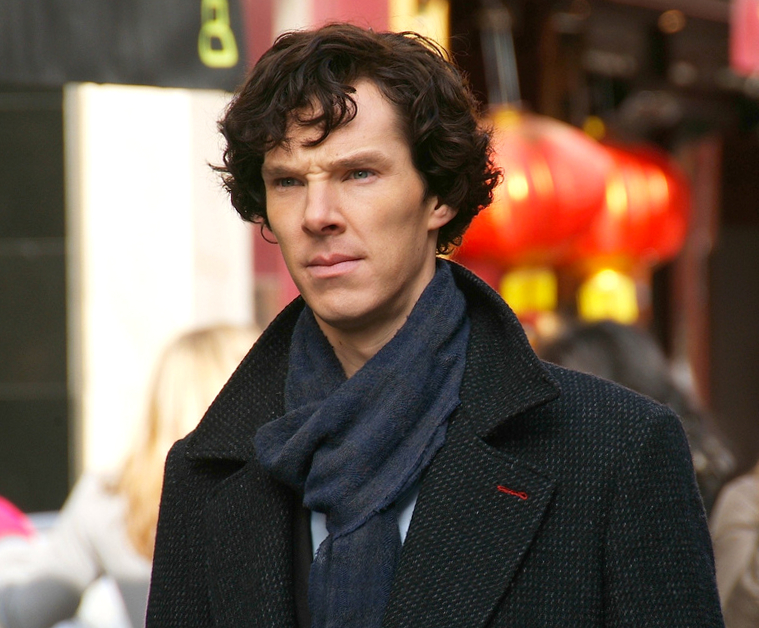
Le comédien et producteur britannique Benedict Cumberbatch interprétant le rôle du personnage principal de fiction de Sherlock Holmes sur le tournage de la deuxième saison de la série télévisée policière britannique Sherlock durant l'année 2011.

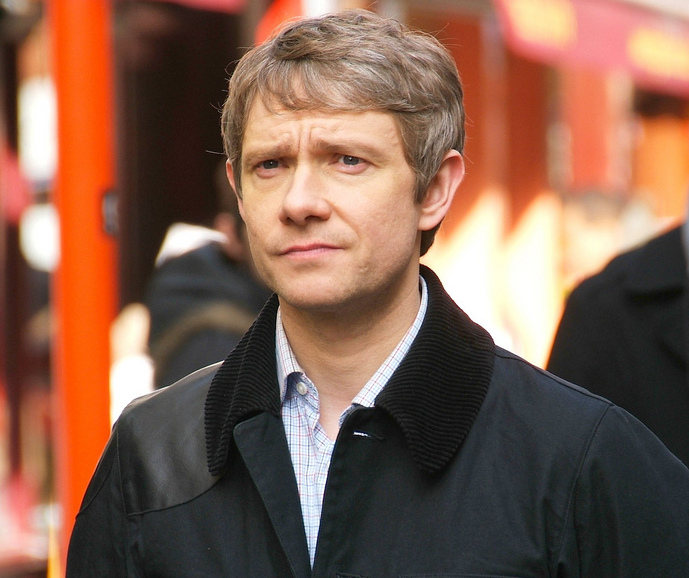
Le comédien britannique Martin Freeman interprétant le rôle du personnage principal de fiction de John Watson sur le tournage de la deuxième saison de la série télévisée policière britannique Sherlock durant l'année 2011.

Benedict Cumberbatch a obtenu le rôle de Sherlock Holmes, parce qu'il a, d'après The Guardian, la réputation de jouer des hommes étranges et brillants : son Holmes est froid, expert en technologies, et légèrement autiste,. Cumberbatch ajoute : « c'est une lourde charge que de jouer [Sherlock Holmes], à cause du volume des mots dans sa tête et la vitesse de ses pensées — vous devez vraiment faire les connexions incroyablement rapidement. Il a toujours un coup d'avance sur le public, et sur n'importe qui ayant un intellect normal. Ils ne peuvent pas comprendre où ses pensées l'emmènent, ». Moffat explique que Cumberbatch était leur premier et seul choix, et remarque que l'un des principaux défis en interprétant Sherlock Holmes est que tant d'acteurs ont joué ce rôle que peu ont laissé leur empreinte, l'une des choses les plus difficiles étant alors d'être capable d'interpréter l'intelligence et les déductions sans paraître suffisant. « Je crois que Benedict a le bon équilibre entre la chaleur et la certitude absolue de la justesse de ses conclusions,. »
Piers Wenger, chef des programmes dramatiques de BBC Wales, décrit le personnage principal comme un superhéros dynamique dans un monde moderne, un détective privé génial et arrogant, guidé par son désir de se prouver à lui-même qu'il est plus intelligent que l'auteur des crimes, la police - tout le monde en fait,. Pour s'adapter au changement social de l'époque, le Holmes de Cumberbatch a remplacé la pipe par des patchs de nicotine.
Le cocréateur Mark Gatiss a avoué qu'ils avaient eu plus de difficultés à trouver le bon acteur pour le rôle du Dr John Watson qu'ils n'en avaient eu pour le rôle-titre. La productrice Sue Vertue a ajouté que Benedict Cumberbatch était la seule personne qu'ils avaient en tête pour le rôle de Sherlock. « Dès lors qu'il était là, il restait seulement à s'assurer qu'il y aurait affinité avec John [Watson],. »
Steven Moffat a indiqué que Matt Smith a été le premier à auditionner sans succès pour le rôle de Watson, son interprétation aurait été trop « cinglée », plus appropriée pour Holmes, alors que les producteurs cherchaient quelqu'un de plus « terre-à-terre ». Quelque temps après, Moffat, depuis peu producteur exécutif et scénariste en chef de la série Doctor Who, lui a offert le rôle du onzième Docteur.
Plusieurs acteurs ont passé des auditions pour le rôle de Watson, parmi lesquels Martin Freeman. Son interprétation a conditionné la façon dont Cumberbatch jouait Holmes, faisant d'eux des égaux, au lieu de faire de Watson un subordonné de Holmes. Il est capable de suivre Holmes mais aussi de critiquer ses idées et ses actes. Vanessa Thorpe, journaliste à The Observer, affirme que Freeman est un Watson crédible, capable de décoincer ce moderne Holmes, qui se décrit lui-même comme un « sociopathe de haut niveau,. » Gatiss ajoute qu'il « est important que Watson ne soit pas un imbécile, bien qu'il soit vrai que Conan Doyle se soit toujours moqué de lui. Mais seul un idiot s'entourerait d'idiots ». Moffat décrit Freeman comme une sorte d'opposé de Benedict Cumberbatch dans tous les domaines à l'exception du talent : « Benedict est un magnifique animal exotique dans son jeu d'acteur… Il n'a pas l'air de quelqu'un d'ordinaire, et il joue rarement des personnages ordinaires. Il interprète des gens exceptionnels. Mais Martin dégage une sorte de poésie de l'homme banal. J'aime le réalisme méticuleux dont il fait preuve dans tout ce qu'il entreprend. J'apprécie tout ce qu'il fait. Ça apporte quelque chose de neuf à chaque prise, ».
Certains dialogues du premier épisode suggèrent que, dans cette version, le personnage de Sherlock Holmes est homosexuel. Ainsi, dans la scène au restaurant du premier épisode, Holmes répond à la question de Watson sur ses éventuelles relations par « Une copine ? Non, ce n'est pas ma tasse de thé », et leur logeuse pense d'ailleurs qu'ils forment un couple. Steven Moffat a réfuté toute relation sexuelle entre les deux hommes, mais voir « deux types traîner ensemble, vivre ensemble, dans notre fichu monde moderne, ça conduit les gens à se demander s'ils forment un couple, ».
Rupert Graves interprète le rôle de l'inspecteur Lestrade, son grade ayant été traduit en anglais par le moderne Detective Inspector (DI) et en français par celui de lieutenant. Les scénaristes ont souligné le fait que Lestrade apparaissait moins souvent dans les romans qu'il ne le fait dans la série, mais ils ont décidé d'utiliser la version de lui qui est décrite dans Les Six Napoléons : un homme frustré par Holmes, mais qui admire ce dernier, et qui est considéré comme le meilleur agent de Scotland Yard par le détective. Plusieurs acteurs ont auditionné en jouant le rôle de manière comique, mais l'équipe a apprécié la gravité que Graves apportait au personnage.
Andrew Scott a fait sa première apparition en tant que Moriarty dans Le Grand Jeu. Moffat explique que Moriarty est d'habitude, dans les autres adaptations des aventures de Sherlock Holmes, soit un homme ennuyeux, soit un méchant chic. Au contraire, les scénaristes ont dès le début décidé d'en faire un personnage réellement effrayant, voire un véritable psychopathe,. Moffat et Gatiss n'avaient initialement pas l'intention de montrer la confrontation entre Moriarty et Holmes dès la première saison, mais ils se sont rendu compte qu'il leur suffisait de faire une scène de confrontation, une version raccourcie de la scène du Dernier Problème où les deux ennemis se rencontrent.
Les autres membres récurrents de la distribution sont Una Stubbs dans le rôle de Mrs Hudson, Louise Brealey dans celui de Molly Hooper, Vinette Robinson dans celui du sergent Sally Donovan, Zoe Telford dans celui de Sarah, tandis que le cocréateur Mark Gatiss joue Mycroft Holmes.
La deuxième saison voit apparaître Lara Pulver dans le rôle d'Irène Adler, Russell Tovey dans celui de Henry Knight, un nouveau client de Holmes et Watson. Pour la troisième saison, un nouveau personnage des romans apparait dans la série : Mary Morstan, la fiancée du Dr Watson, interprétée par Amanda Abbington, la compagne de Martin Freeman. Les parents de Benedict Cumberbatch font également une apparition caméo dans le rôle des parents de Sherlock Holmes au cours du premier épisode, Le Cercueil vide.

### Tournage et post-production

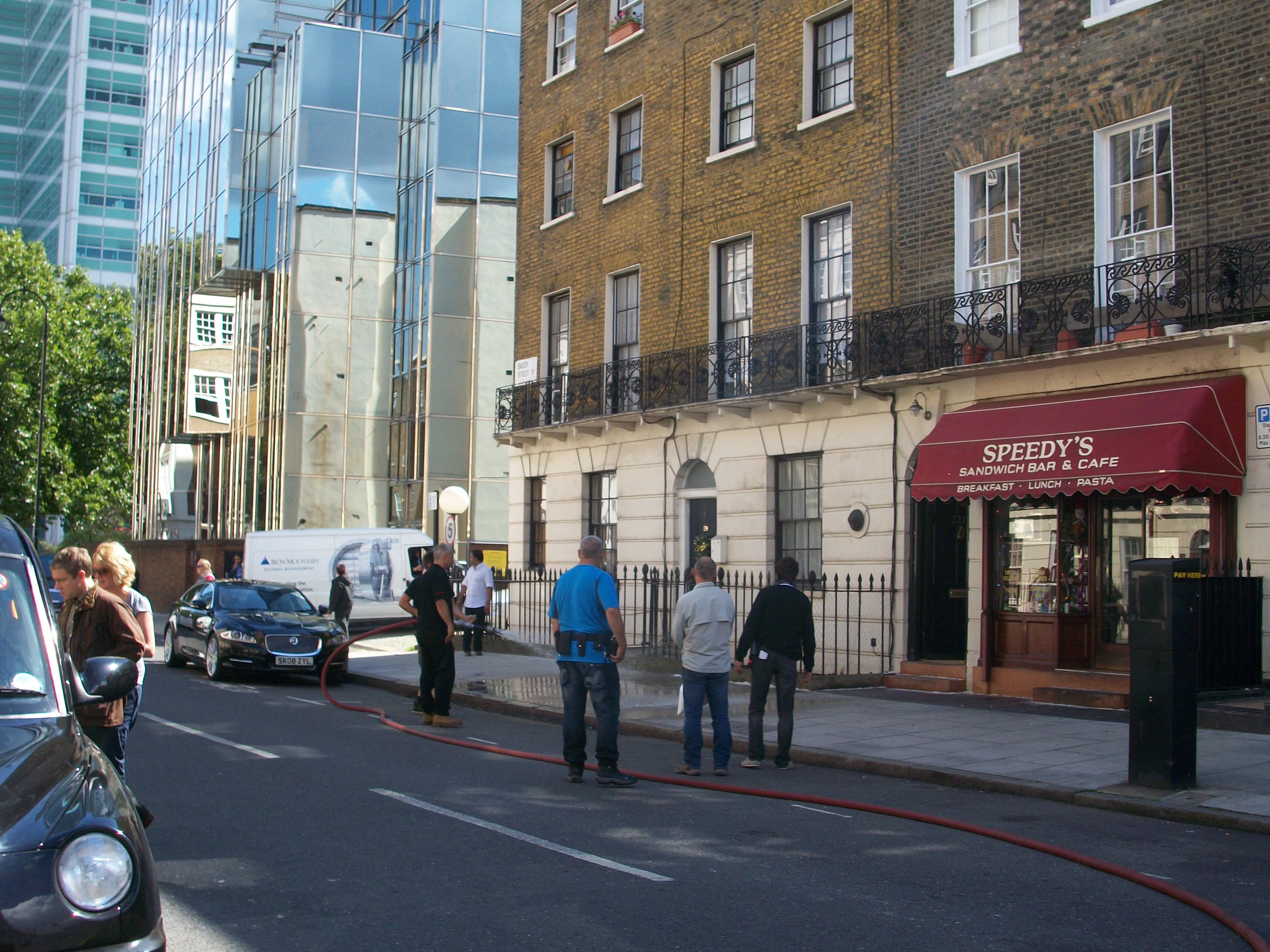
Tournage de Sherlock dans la North Gower Street, utilisée pour tourner les scènes situées à Baker Street.

La série est produite par Hartswood Films pour BBC Wales, alors que BBC Worldwide a aussi participé à la coproduction. Le réseau américain PBS coproduit également la série, dans la lignée de sa propre série Masterpiece,.
Filmé à Londres et à Cardiff, le tournage du pilote, écrit par Steven Moffat et réalisé par Coky Giedroyc, a débuté en janvier 2009. La scène du restaurant italien a été tournée de nuit dans un bar de Swansea, au Pays de Galles. Les scènes du 221B Baker Street ont été tournées au 187 North Gower Street, à Londres, car bien que certains plans aient été filmés dans la « vraie » Baker Street, le trafic routier n'a pas permis d'y tourner les scènes entières.
En juillet 2009, la BBC a annoncé son projet de réaliser finalement une série de trois épisodes qui seraient diffusés en 2010. Le tournage, commencé en janvier 2010, s'est déroulé à Londres et à Cardiff, dans les studios Hartswood Films et Upper Boat Studios où est également tournée la série Doctor Who. Le premier épisode a entièrement été re-réalisé par Paul McGuigan, qui a également réalisé le troisième, tandis qu'Euros Lyn a dirigé le deuxième. Les épisodes ont été filmés dans l'ordre inverse de leur diffusion.
Le générique est composé d'un assemblage d'images actuelles de Londres, dont les principaux monuments, lieux et symboles qui caractérisent la capitale britannique (Piccadilly Circus, Big Ben, London Eye, le 30 St Mary Axe, les taxis londoniens, les bus à impériale, etc.), d'images empruntées à la série et d'images représentant les sciences légales, spécialité de Sherlock Holmes, sur une musique de David Arnold et Michael Price, également compositeurs de la bande originale des épisodes. Seuls les noms des deux acteurs principaux sont cités, ainsi que ceux des scénaristes et créateurs de la série, et enfin le nom de Sir Arthur Conan Doyle, créateur des personnages.
Les costumes du pilote ont été dessinés par Ray Holman, lauréat d'un BAFTA Cymru Award. Cumberbatch est habillé par Sarah Arthur dans les autres épisodes, et il est vêtu d'un trench coat Belstaff de plus de 1 000 £. La costumière explique : « Holmes ne montre aucun intérêt pour la mode, donc je me suis tournée vers des costumes classiques avec des côtés modernes : des pantalons serrés, et une veste cintrée à deux boutons. J'ai aussi trouvé des chemises cintrées et un long manteau échancré pour les scènes d'action - ça rend bien sur l'horizon londonien,. »
Les scénaristes affirment qu'ils ne voulaient pas faire entrer de force la modernité dans l'histoire. La question d'inclure le numéro de l’appartement sur la porte d'entrée s'est posée, car cet élément semble désuet aujourd'hui avec l'utilisation d'une sonnette pour chaque appartement, mais on l'a finalement conservé, le 221B étant un symbole trop fort de la légende Sherlock Holmes. Enfin, le réalisateur Paul McGuigan a eu l'idée d'intégrer à l'image le contenu des SMS envoyés et reçus par les personnages, plutôt que de filmer et monter des plans supplémentaires de leur main tenant le téléphone. Le même procédé a été réutilisé et affiné pour la deuxième saison, où apparaissent à l'écran les déductions de Holmes lorsqu'il observe les personnages, ainsi que de nombreux indices visuels permettant d'illustrer son propos ou le train de ses pensées,.
Le 10 août 2010, la BBC a annoncé la production d'une deuxième saison, dont Mark Gatiss a confirmé sur Twitter que le tournage a commencé le 16 mai 2011 et s'est terminé le 24 août, et dont la diffusion a débuté en janvier 2012. Pour les besoins scénaristiques, Cumberbatch a dû apprendre à jouer du violon, et il a été entraîné par la violoniste Eos Chater (en). Les producteurs ont eu du mal à coordonner les emplois du temps des interprètes principaux avec ceux de Steven Moffat et Mark Gatiss pour la deuxième saison. Benedict Cumberbatch et Martin Freeman ont tous deux participé au Hobbit de Peter Jackson en 2012, alors que Moffat a poursuivi l'écriture des scénarios de Doctor Who. Une troisième saison a été diffusée, le tournage ayant commencé le 18 mars 2013.
En juillet 2016, la chaîne Youtube de la série annonce une 4e saison pour 2017, dès le 1er janvier.

### Bande originale
Composée par David Arnold et Michael Price, la bande originale de la première saison a été éditée par Silva Screen le 30 janvier 2012, et celle de la deuxième saison le sera le 27 février 2012.

### Fiche technique
Note : Sauf mention contraire, les informations ci-dessous sont issues de la page de la série sur IMDb. Les chiffres entre parenthèses détaillent les épisodes concernés sous la forme ([saison].[épisode]).

#### Équipe technique
- Création : Mark Gatiss et Steven Moffat
- Réalisation : Paul McGuigan (1.01 et 03 ; 2.01 et 02), Euros Lyn (1.02), Toby Haynes (en)(2.03), Jeremy Lovering (3.01), Colm McCarthy (3.02) et Nick Hurran (3.03)
- Scénario : Steven Moffat (1.01 ; 2.01 ; 3.03), Steve Thompson (en) (1.02 ; 2.03 ; 3.02) et Mark Gatiss (1.03 ; 2.02 ; 3.01)
- Décors : Arwel Jones et Dafydd Shurmer
- Costumes : Sarah Arthur
- Photographie : Steve Lawes (saison 1) et Fabian Wagner (saison 2)
- Montage : Charlie Phillips
- Musique : Michael Price et David Arnold (saison 1)
- Production[54] : Sue Vertue (1.01 à 03 ; 2.01 et 02), Elaine Cameron (2.03) ; Mark Gatiss, Steven Moffat, Beryl Vertue (en), Bethan Jones (pour la BBC), Rebecca Eaton (en) (pour Masterpiece), Sue Vertue (2.03) (déléguée) ; Kathy Nettleship (saison 1), Charlotte Ashby (saison 2) (exécutive)
- Sociétés de production : Hartswood Films, BBC Wales et WGBH Boston (coproduction pour la série Masterpiece)[55]

#### Caractéristiques techniques
- Pays d'origine : Royaume-Uni
- langue originale : anglais
- Format : filmé en HDCAM avec une caméra Sony F35 (saison 1), puis en ProRes 4444 avec une caméra Arri Alexa (saison 2 et suivantes) ; diffusé en 1.78:1 et TVHD avec un son Dolby Digital
- Lieux de tournage : Cardiff (Upper Boat Studios) et Londres
- Durée des épisodes : 90 minutes
- Première diffusion : 2010 sur BBC One (BBC HD et BBC Two pour les rediffusions) ; BBC iPlayer (VOD)
- Public : 12 certificate (Royaume-Uni)[56] ; tous publics (France)

### Diffusion internationale
BBC Worldwide a vendu Sherlock dans plus de 180 pays, où la série a été soit sous-titrée soit doublée.
- Royaume-Uni : à partir du 25 juillet 2010 sur BBC One et BBC HD (dimanche 21h)[58]
- Russie : à partir du 17 septembre 2010 sur Perviy Kanal (vendredi sous le titre Шерлок Холмс (Sherlock Holmes)
- Australie : à partir du 17 octobre 2010 sur Nine Network (dimanche 20h30)[59]
- États-Unis : à partir du 24 octobre 2010 sur PBS (dimanche 21h)[60]
- France : à partir du 1er janvier 2011 sur France 4 (samedi 20h30).
- Belgique : à partir du 8 janvier 2011 sur Canvas (samedi en VO sous-titrée néerlandais)[61]
- Italie : à partir du 18 février 2011 sur Joi (vendredi)[62]
- Suisse : à partir du 13 avril 2011 sur TSR1 (mercredi 23h55)
- Danemark : à partir du 16 avril 2011 sur DR (samedi 21h40)[63]
- Canada : à partir du 13 mai 2011 sur Radio-Canada (vendredi en français)[64]
- Finlande : à partir du 5 juin 2011 sur YLE (dimanche 18h50 sous le titre Uusi Sherlock : Nouveau Sherlock)[65]
- Allemagne : à partir du 24 juillet 2011 sur Das Erste (samedi 20h15/21h45)[66]

## Épisodes

### Première saison (2010)
Après l'abandon du premier pilote non-diffusé (Unaired Episode) de 60 minutes, la production a commandé trois épisodes de 90 minutes chacun diffusés sur BBC One du 25 juillet au 8 août 2010 le dimanche soir en prime time. Ils s'inspirent de plusieurs nouvelles de Conan Doyle, le premier épisode étant principalement adapté de Une étude en rouge (A Study in Scarlet). Les deux autres sont tirés de plusieurs aventures chacun : La Vallée de la peur (The Valley of Fear) et Les Hommes dansants (The Adventure of the Dancing Men) pour le deuxième, et Les Plans du Bruce-Partington (The Adventure of the Bruce-Partington Plans), Les Cinq Pépins d'orange (The Five Orange Pips) et Le Traité naval (The Adventure of the Naval Treaty), ainsi que Une étude en rouge et Le Dernier Problème (The Final Problem) pour le troisième.
1. Une étude en rose (A Study in Pink)
2. Le Banquier aveugle (The Blind Banker)
3. Le Grand Jeu (The Great Game)

### Deuxième saison (2012)
BBC One a commandé une deuxième saison de trois épisodes de 90 minutes pour une diffusion durant l'automne 2011. Début août 2011, la productrice Sue Vertue a cependant annoncé que la diffusion de la deuxième saison était repoussée à l'année 2012, en raison notamment du retard pris dans le tournage, conséquence des émeutes ayant éclaté dans la capitale britannique pendant l'été.
Lors du Comic Con britannique en mai 2011, Mark Gatiss a annoncé les récits dont sont inspirés les trois épisodes de la saison : Un scandale en Bohême (A Scandal in Bohemia) pour le premier épisode, du Chien des Baskerville (The Hound of the Baskervilles) pour le deuxième et enfin du Dernier Problème (The Final Problem) pour clore la saison.
La seconde saison a été diffusée à partir du 1er janvier 2012 sur BBC One. D'une durée de 90 minutes, les deux premiers épisodes ont été réalisés par Paul McGuigan et le troisième par Toby Haynes (en), réalisateur de plusieurs épisodes de Doctor Who.
1. Un scandale à Buckingham (A Scandal in Belgravia)
2. Les Chiens de Baskerville (The Hounds of Baskerville)
3. La Chute du Reichenbach (The Reichenbach Fall)

### Christmas Special(2013)
Le 24 décembre 2013, BBC One a mis en ligne un mini-épisode Christmas Special. D'une durée de sept minutes, il s'agit d'un prélude à la saison 3 à venir, diffusée à partir de début janvier. Se déroulant deux ans après la mort supposée de Sherlock Holmes, une série d'indices sont aperçus par différents personnages de la série annonçant son probable retour,.
1. Many Happy Returns

### Troisième saison (2014)

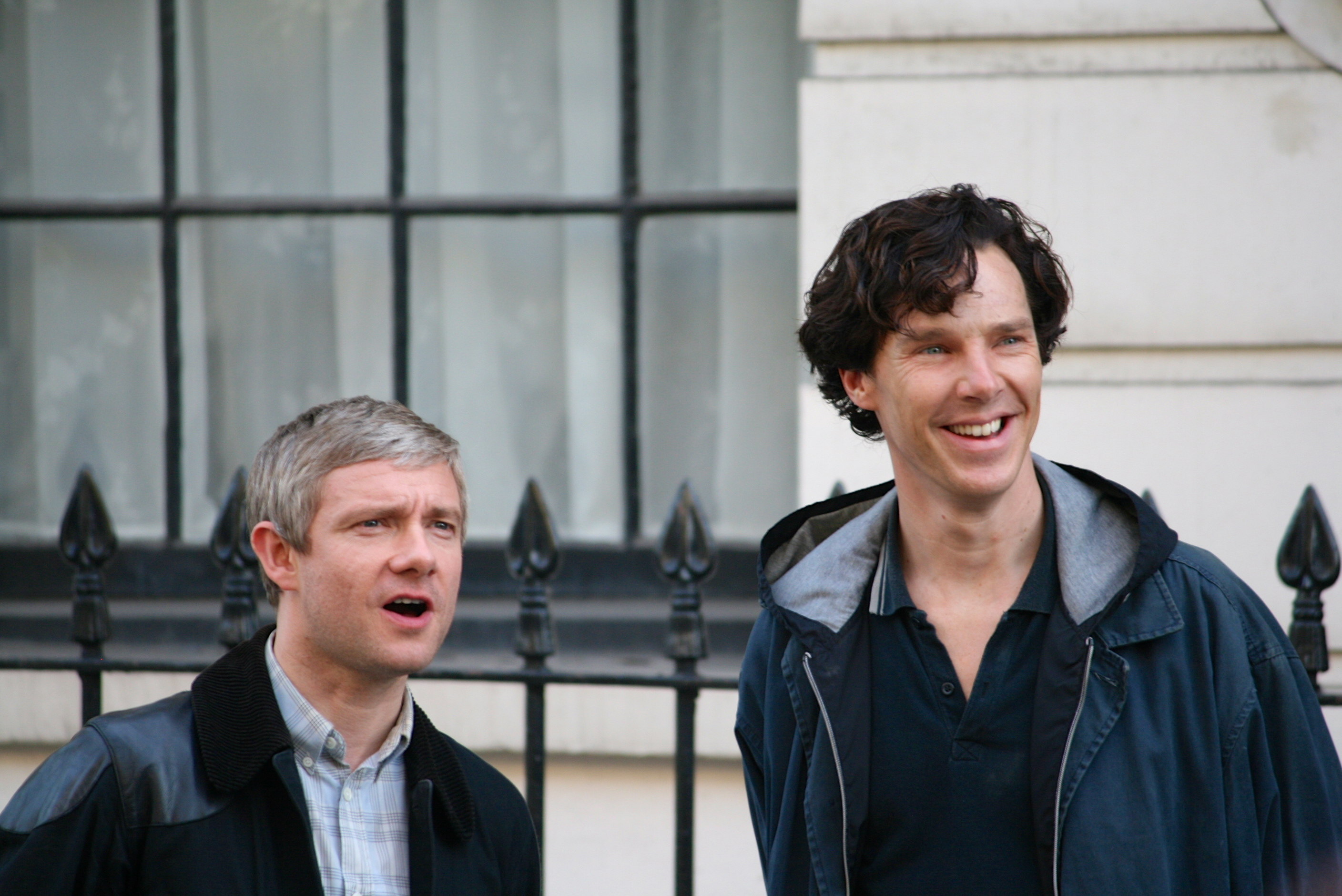
Martin Freeman et Benedict Cumberbatch sur le tournage de la troisième saison en août 2013.

Les créateurs ont annoncé sur Twitter, juste après la diffusion du dernier épisode de la saison 2, qu'une troisième saison avait été commandée en même temps que la deuxième par la BBC,.
Mark Gatiss a annoncé en entrevue que le premier épisode de cette troisième saison reprendrait la nouvelle La Maison vide (The Adventure of the Empty House) ; elle suit chronologiquement Le Dernier Problème, ayant inspiré le dernier épisode de la saison 2. Les deux autres épisodes font référence aux aventures Le Signe des quatre (The Sign of Four) et Son dernier coup d'archet (His Last Bow), respectivement.
Du fait des agendas chargés des deux acteurs principaux occupés par des rôles au cinéma, la date de tournage a été repoussée au mois de mars 2013 au lieu du mois de janvier,. L'acteur danois Lars Mikkelsen est engagé pour interpréter le rôle de Charles Augustus Magnussen, le méchant de la saison. Les parents de l'acteur Benedict Cumberbatch jouent les parents de Sherlock dans le premier et le troisième épisodes.
La saison 3 a été diffusée sur BBC One les 1er, 5 et 12 janvier 2014, figure de proue des festivités de fin d'année sur la chaîne. Pour l'annonce de la date de diffusion le 29 novembre 2013, un corbillard a sillonné les rues de Londres avec des couronnes de fleurs annonçant « Sherlock - 01.01.14 », faisant ainsi référence au titre du premier épisode de la saison, The Empty Hearse (littéralement « le corbillard vide »).
En France, le premier épisode de cette saison est diffusé sur France 4 le 3 avril 2014 à 20 h 45 et en Suisse le 28 mars 2014 sur RTS Un.
1. Le Cercueil vide (The Empty Hearse)
2. Le Signe des trois (The Sign of Three)
3. Son dernier coup d'éclat (His Last Vow)

### Épisode du nouvel an (2016)
Un épisode spécial, intitulé L'Effroyable Mariée est diffusé par la BBC le 1er janvier 2016 et le 26 décembre 2016 sur France 2. Il a pour particularité d'effectuer un va-et-vient entre la période contemporaine et l'époque victorienne, originale des histoires de Conan Doyle.
1. L'Effroyable Mariée (The Abominable Bride)

### Quatrième saison (2017)
Steven Moffat annonce en janvier 2014 qu'une quatrième saison est en projet.
Il dit avoir établi l'intrigue générale des quatrième et cinquième saisons lors d'une même séance de travail. Mais il annoncera plus tard que cette quatrième saison serait sans doute la dernière.
Le 10 mai 2015, il est annoncé officiellement que le début de tournage commencera au printemps 2016 ; il débute le 16 mai.
Le premier épisode est diffusé au Royaume-Uni le 1er janvier 2017, un an jour pour jour après la diffusion de L'Effroyable Mariée (toujours au Royaume-Uni). Ce premier épisode s'inspire des nouvelles Les Six Napoléons (The Adventure of the Six Napoleons) et Le Signe des quatre (The Sign of Four) de Conan Doyle. Les titres des trois épisodes sont d'ores et déjà révélés.
1. Les Six Thatcher (The Six Thatchers)
2. Le Détective affabulant (The Lying Detective)
3. Le Dernier Problème (The Final Problem[92])

### Cinquième saison
Dès 2018, Steven Moffat et Mark Gatiss évoquent des problèmes d'emploi du temps pour poursuivre la série, notamment du fait de la présence des deux acteurs principaux dans le Marvel Cinematic Universe. Steven Moffat indique alors que « personne n'a fermé la porte à une nouvelle saison » dans une entrevue.
En 2019, Martin Freeman affirme que la fin de la saison 4 ressemble « à une pause. Ça ne ressemble pas pour autant à quelque chose qui pourrait faire un retour classique l'année suivante, de manière naturelle et légère ; ça semble un peu plus important que ça. Pas forcément un grand final, mais je n'en sais rien en réalité, puisque ce n'est ni Ben ni moi qui écrivons la série ». « [Une nouvelle saison] est toujours un événement ; par conséquent, si on en fait une, on doit la mériter. On ne peut pas proposer quelque chose de moins bon qu'avant ; ça doit vraiment avoir son intérêt propre ».
Steven Moffat rappelle en janvier 2020 n'avoir jamais arrêté « définitivement » la série et espère toujours produire une cinquième saison, à une date inconnue.

## Univers de la série

### Personnages

#### Sherlock Holmes

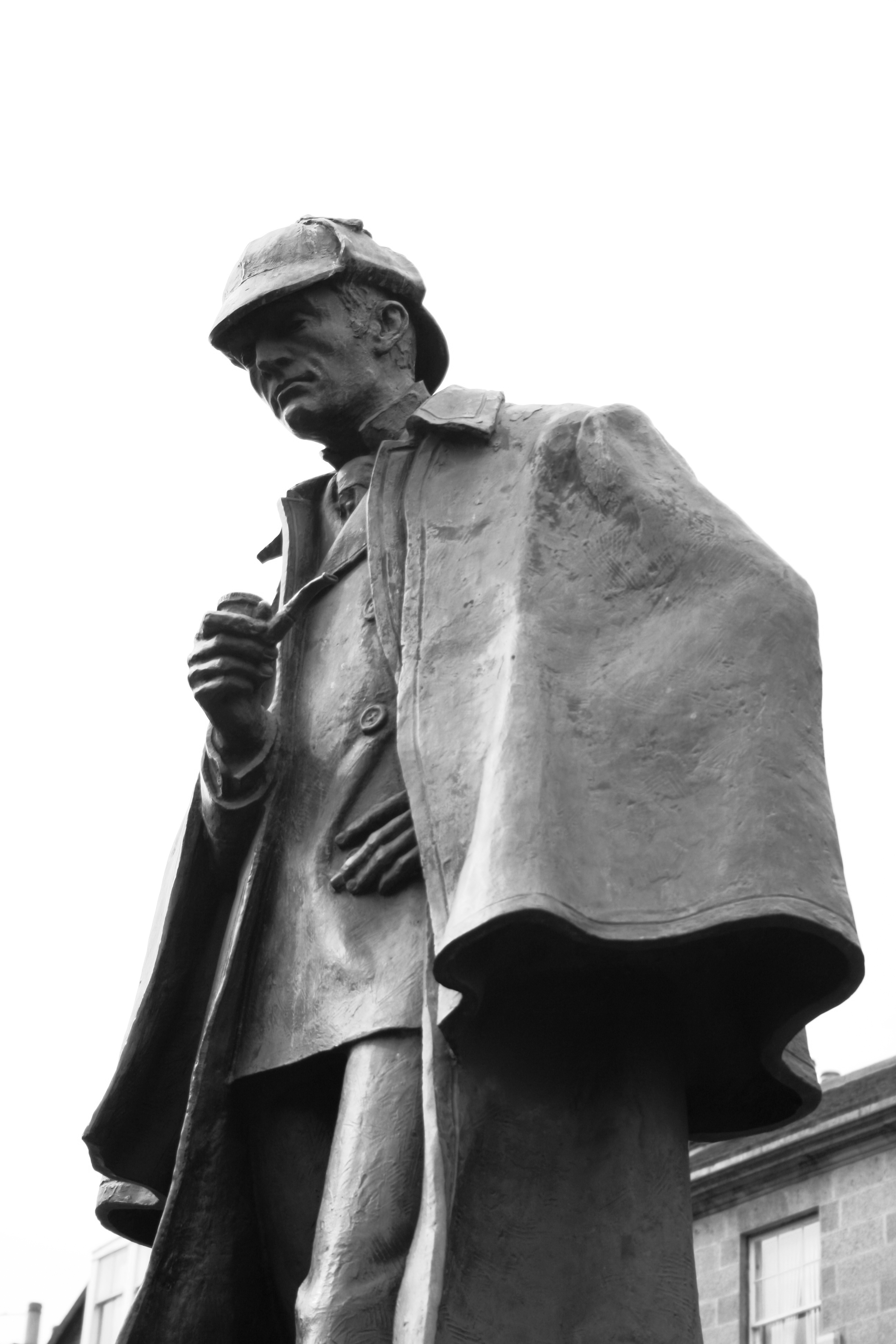
Statue de Sherlock Holmes dans sa tenue la plus représentative (créée par Sidney Paget), avec le pardessus, le deerstalker et la pipe.

Sherlock Holmes (interprété par Benedict Cumberbatch) est un jeune homme grand, élancé et élégant aux cheveux noirs et bouclés (il est décrit de façon similaire dans les romans originaux), capable de tenir des raisonnements et d'aboutir à des conclusions à partir d'une incroyable quantité d'informations et d'observations de détails qui semblent insignifiants aux yeux de beaucoup.
Se considérant lui-même comme un « sociopathe de haut niveau », il affirme avoir inventé pour lui la fonction de détective consultant, et possède un esprit analytique unique, qu'il utilise pour résoudre des énigmes criminelles, les plus étranges et déroutantes possible, et se défaire ainsi un temps de l'ennui qui constitue son quotidien. Il fait preuve d'une « arrogance provocatrice, d'une tendance geek et d'une intelligence supérieure, proportionnelle à son inaptitude aux relations humaines. »

« On s'en fiche de la décence ! Cette fois c'est parti pour un tour, Madame Hudson ! »

— Sherlock Holmes, Une étude en rose
Ce caractère singulier lui vaut d'être traité de « taré » ou de « psychopathe » par beaucoup, notamment les membres des forces de police avec lesquels il collabore, comme la médecin légiste Molly Hooper ou le sergent Donovan. Lorsque John commente les déductions (ou inductions) de Sherlock et s'exclame, sincère, que « c'est brillant », ce dernier semble agréablement surpris, car, lui avoue-t-il, la plupart des gens lui disent d'« aller se faire foutre, ». Il est sensible à la flatterie et aux compliments sur ses capacités cognitives, son ego étant d'ailleurs utilisé par Moriarty pour arriver à ses fins.
Holmes montre également de grandes aptitudes athlétiques et pour le combat rapproché. Il sait se servir de divers types d'armes. Le détective connaît également Londres comme sa poche, avec une précision allant jusqu'à la connaissance des travaux de voirie ou des sens uniques. Le héros emploie un réseau d'informateurs SDF et/ou graffeurs qu'il utilise comme « ses yeux et ses oreilles ». Capable de mémoriser des centaines de détails, il a cependant de grandes lacunes dans ses connaissances de culture générale : par exemple, il ignorait que la Terre tourne autour du Soleil avant de rencontrer John Watson. Enfin, il est un adepte des nouvelles technologies et utilise à outrance les SMS, Internet ou le GPS.
Ses rapports avec Watson sont également singuliers. Il le traite avec peu de considération, voire avec une certaine rudesse la plupart du temps, le laissant en plan lorsqu'il est sur une piste ou lui faisant traverser Londres pour utiliser son téléphone portable, mais fait montre d'une émotion sincère au moment où son ami est enlevé. Mais au grand désespoir de ce dernier, Holmes semble davantage se préoccuper de la résolution des affaires et des mystères, plutôt que des victimes qui y sont impliquées.
Sherlock Holmes est apparemment asexuel, et se dit « marié à son travail ». À plus d'une reprise, Sherlock et John sont pris pour un couple homosexuel. Il sait cependant utiliser son charme pour s'assurer l'aide de Molly Hooper, la légiste du St Bartholomew's Hospital, qui est éprise de Sherlock ou de la secrétaire d'un adversaire. Une nouvelle relation voit le jour avec l'arrivée d'Irène Adler, pour laquelle il ressent une attirance qu'il minimise largement en public. Cependant, en privé, il la considère comme « LA Femme ».
Ancien fumeur, il se servait du tabac (voire des drogues) pour réfléchir, mais, du fait des lois anti-tabac modernes, il utilise de multiples patchs de nicotine pour arriver à un état de méditation propice à la concentration. En effet, il est même allé jusqu'à payer tous les patrons des tabacs alentour pour que ceux-ci refusent de lui vendre du tabac. Cependant sa dépendance est grande et il n'hésite pas, comme dans l'épisode Les Chiens de Baskerville, à respirer la fumée des cigarettes que ses clients consomment.
Musicien émérite, il est un violoniste doué et il emploie quelquefois son instrument à des moments incongrus. Il apprécie de s'en servir lorsqu'il ressent des difficultés de concentration, peut-être pour passer outre son stress.
Enfin, Sherlock Holmes possède des connaissances en langue allemande, dont l'étendue n'est pas précisée. Ainsi, il est capable de spontanément traduire le mot « Rache » en « vengeance » dans son esprit (lors de l'épisode Une étude en rose). Dans le deuxième épisode de la première saison, il échange quelques mots avec des touristes allemands. Sherlock Holmes indique également à son ennemi Moriarty que le pseudonyme Richard Brook dont ce dernier s'est servi est en réalité la transcription anglaise du mot allemand Reichenbach (lors de l'épisode La Chute du Reichenbach). Dans le premier épisode de la troisième saison, il parle également serbe pendant l'une des premières scènes et est ensuite surpris de découvrir que son frère Mycroft le parle également. La scène laisse entendre que les frères ont tous deux une facilité dans l'apprentissage des langues.

#### John Watson
John Watson (interprété par Martin Freeman) est, dans la série, impliqué dans les affaires de Holmes comme son assistant, l'aidant par ses compétences médicales. Ancien médecin militaire, il a été renvoyé chez lui après une blessure à l'épaule en Afghanistan, ayant entraîné ce que Holmes et son psychothérapeute diagnostiquent comme une claudication psychosomatique. Il utilise en effet une canne au début de la série, mais l'oubli de cette canne dans un restaurant confirme ce diagnostic plus tard dans le premier épisode. Son syndrome de stress post-traumatique est un élément récurrent de la série : en plus des symptômes physiques (boitement, tremblement intermittent), son esprit semble avoir été marqué par la guerre. Il s'agace facilement, mais a gardé sa capacité à ne pas perdre son sang-froid dans les situations stressantes, ainsi que ses aptitudes au tir.
Il devient colocataire de Holmes au 221B Baker Street au début du premier épisode, le lendemain de leur rencontre. Physiquement son opposé, il est petit et blond, et leurs différences physiques sont à l'avantage de Holmes, qui semble alors plus grand qu'il ne l'est vraiment lorsqu'il est photographié à côté de Watson. Gentil, attentionné et humain, John Watson est le contrepoint de l'intelligence froide de Sherlock. Il s'occupe de l'aspect pratique de leur colocation, fait les courses et prend un job pour payer leurs factures. Watson participe à la notoriété de Sherlock Holmes en publiant les récits de leurs enquêtes sur son blog, qui devient plus populaire que le propre site Internet de Holmes (qui consiste en un recueil de techniques d'expertise très pointues et spécialisées).
Ayant un fort sens de l'intégrité personnelle, probablement héritée de son entraînement militaire et de son éducation médicale, il se montre incroyablement loyal envers son nouveau colocataire, et refuse l'argent offert par Mycroft Holmes pour espionner son frère. Il est cependant capable d'utiliser la force, parfois pour tuer, lorsque la vie de quelqu'un est menacée, et ne montre pas de signe de remords par la suite.
Il met aussi un point d'honneur à détromper les personnes qui pensent que lui et Holmes forment un couple. Sa relation avec Holmes évolue au cours de la deuxième saison, où Watson devient moins impressionné par les capacités déductives de son compagnon, et son rôle est d'ailleurs mis en avant.

#### Autres personnages
Detective Inspector Lestrade
Lestrade (interprété par Rupert Graves) est le « detective inspector » de Scotland Yard chargé des enquêtes sur lesquelles travaille Sherlock Holmes. (Le titre d' « Inspecteur » utilisé du temps de Conan Doyle n'existe plus dans la police britannique contemporaine.) Il a pour Holmes un respect réticent (on apprend qu'il le considère même comme un ami dans le dernier épisode de la saison 2) et ne partage pas l'animosité de son équipe. Malgré tout, il est souvent frustré par les manières énigmatiques de Holmes, par les sarcasmes qu'il profère sur son incompétence et le manque d'explications lorsqu'il arrive à ses conclusions. Sherlock ne parvient jamais à mémoriser son nom ce qui donne lieu à un gag récurrent. Il parvient à l'appeler sans se tromper dans le dernier épisode de la saison 4.
Mycroft Holmes
Mycroft Holmes (interprété par Mark Gatiss) est le frère de Sherlock. Il enlève Watson et lui offre de l'argent en échange d'informations sur Holmes. Ce dernier le considère comme son « meilleur ennemi », en dépit de l'attention que son grand frère lui porte. Il semble travailler pour les services secrets du gouvernement de Sa Majesté et il détient un pouvoir conséquent : il est capable de contrôler les téléphones, de manœuvrer les caméras de surveillance et a accès à de nombreuses informations classées secret défense. Il possède aussi des dons de déduction, et corrige même Sherlock à certaines occasions, bien qu'il soit bien plus poli et civilisé que son jeune frère. En dépit du fait qu'il préfère éviter le travail de terrain, il garde toujours un œil sur les activités de son jeune frère. Dans le dernier épisode de la saison 4, l'amour entre les deux frères est plus que jamais mis en avant quand Sherlock doit choisir entre tuer John ou Mycroft. Celui-ci fera en sorte que ce soit lui qui soit tué et fera des adieux déchirant a son petit frère. Sherlock, incapable de tuer son frère, tente de se suicider avant d'en être empêché.
James Moriarty
Jim Moriarty (interprété par Andrew Scott) est le seul criminel consultant au monde, de la même façon que Holmes est le seul détective consultant. Il est derrière tous les crimes des trois épisodes de la première saison, se comportant comme un sponsor ou un cerveau. Il montre un intérêt quasi obsessionnel pour Sherlock Holmes, bien qu'il n'hésite pas à essayer de le tuer lorsque son intérêt retombe. Conformément à la mission qu'il s'est choisie, il conseille les criminels et particulièrement Irène Adler, à qui il apprend à manipuler les « Frères Holmes », sans rien demander en échange, devenant impliqué dans les situations problématiques juste pour leur causer des difficultés. Comme son opposition face à Holmes commence à stagner (il le dit lui-même), il se suicide d'une balle dans la bouche à l'issue de la saison 2 afin de surprendre Holmes et faire échouer le détective consultant dans son enquête. Cependant, à la fin de la saison 3, il apparaît subitement sur tous les écrans de télévisions du Royaume-Uni, répétant "Vous ai-je manqué ?" On apprendra qu'il est bel et bien mort mais qu'il avait bien pris soin de mettre son dernier plan au point afin de détruire Sherlock..
Mme Hudson
Mme Hudson (interprétée par Una Stubbs) est la logeuse du 221B Baker Street. Sherlock Holmes est entré dans ses bonnes grâces après s'être assuré de l'exécution de son mari en Floride. Bien qu'elle répète qu'elle n'est pas leur gouvernante, elle passe du temps chez les « garçons » et elle semble au courant de nombre de leurs aventures. Son importance pour ses locataires est résumée par Sherlock : « Honte à toi, John Watson… Mrs Hudson, quitter Baker Street ? L'Angleterre tomberait, ! »
Molly Hooper
Molly (interprétée par Louise Brealey) travaille à la morgue dans l'hôpital St Bartholomew's de Londres où Sherlock Holmes et Docteur Watson, lui rendent visite pour leurs enquêtes. Elle a un faible pour Sherlock Holmes qui l'ignorera totalement au début mais qui finira par la considérer comme une amie très chère (Elle est souvent la deuxième personne vers qui il se dirige quand John est absent et quand il simule sa mort, elle est mise dans le secret alors que John non, ce qui prouve sa confiance totale envers elle.) Elle est décrite comme un personnage solitaire.

## Accueil

### Audiences

#### Au Royaume-Uni
| Saison | Épisode                   | Téléspectateurs (en millions) | Part d'audience |
| ------ | ------------------------- | ----------------------------- | --------------- |
| 1      | Une étude en rose         | 9,23                          | 28,5 %          |
| 1      | Le Banquier aveugle       | 8,08                          | 25,5 %          |
| 1      | Le Grand Jeu              | 9,18                          | 31,3 %          |
| 2      | Un scandale à Buckingham  | 10,66                         | 30,9 %          |
| 2      | Les Chiens de Baskerville | 10,27                         | 29 %            |
| 2      | La Chute du Reichenbach   | 9,78                          | 30 %            |
| 3      | Le Cercueil vide          | 9,2 (provisoire)              | 33,8 %          |
| 3      | Le Signe des trois        | 8,8 (provisoire)              | 31,9 %          |

Au Royaume-Uni, pour la diffusion originale sur BBC One (et sur BBC HD simultanément) les 25 juillet, 1er et 8 août 2010, la série a réuni en moyenne 7,5 millions de téléspectateurs (8,8 avec les rediffusions de la première semaine), soit une part d'audience d'environ 28,4 % par épisode, devenant ainsi le programme le plus regardé du dimanche sur les trois week-ends de l'été.
Le fait que la série a été diffusée pendant l'été 2010, alors que la majorité des productions télévisuelles sont en standby pendant les vacances, ajouté à une campagne promotionnelle efficace, ont contribué à son succès. Le terrain avait été préparé par le film de Guy Ritchie, Sherlock Holmes, qui réintégrait Holmes et Watson dans leur monde victorien d'origine, faisant de Sherlock la seconde adaptation en moins d'un an, mais la mémoire des familiers de l’œuvre de Conan Doyle et la curiosité des néophytes avaient été déjà mobilisées. Le succès public et critique a eu des échos en Europe et aux États-Unis, via Internet, avant la diffusion des épisodes sur les chaînes de télévision.
Le 1er janvier 2012, le retour de la série a réalisé un excellent score avec plus de 10,6 millions de téléspectateurs, soit 30,9 % de part de marché. De plus, les épisodes ont reçu de nombreuses critiques positives à propos du rythme bien mené, de l'adaptation à la fois fidèle et actuelle, de l'humour des scénarios et des performances d'acteurs, ainsi que de la mise en scène inventive de McGuigan et Haynes,. La seconde saison voit une augmentation globale de l'audience, avec une moyenne située aux alentours de 10,2 millions de téléspectateurs par épisode, soit plus d'un million supplémentaire par rapport à la première saison, faisant de la série le programme le plus regardé après le célèbre soap EastEnders pendant deux semaines consécutives,. Sherlock est également le programme le plus visionné sur la plateforme de rattrapage en vidéo à la demande de la BBC, BBC iPlayer, avec jusqu'à 623 000 visonnages en une journée.

#### Dans les autres pays
Aux États-Unis, la série est diffusée sur PBS à partir du 24 octobre 2010 sous la bannière Masterpiece Mistery!. USA Today qualifie la série de « vive, drôle et intelligente, fidèle à l'esprit des histoires de Conan Doyle mais en leur insufflant un soupçon de modernité, », et The New York Times écrit que les téléspectateurs américains trouveront une ressemblance du Holmes de Cumberbatch avec le Patrick Jane de Mentalist et Adrian Monk, le héros éponyme de la série.
En France, la diffusion de la série sur la chaîne France 4 du groupe France Télévisions, a rencontré un franc succès, en réalisant des scores supérieurs à la moyenne de la chaîne dans cette case. Le premier épisode inédit diffusé le 1er janvier 2011 a ainsi été suivi par 1 153 000 téléspectateurs (4,9 % de parts d'audience), tandis que les deuxième et troisième épisodes ont réuni respectivement 1 050 000 (4,4 %) et 820 000 téléspectateurs (3,6 %) les 8 et 15 janvier 2011. Devant ces bons scores d'audience, France 2 a même décidé de rediffuser la série sur son antenne à partir du 15 juillet 2011. La diffusion des deux premiers épisodes sur France 2 a réuni 2,6 millions de téléspectateurs, soit environ 13,5 % de parts d'audience à chaque fois,. Le troisième épisode a été regardé par 2,3 millions de personnes pour une part d'audience d'environ 12 %.
Pour la deuxième saison diffusée sur France 4 en mars 2012, Sherlock a également réalisé de bons scores d'audience, avec respectivement 1,1, 1,5 et 1,2 million de téléspectateurs devant chacun des trois épisodes. La saison affiche une moyenne de 1,3 million, soit une part d'audience de 4,87 %, propulsant France 4 à la première place des chaînes de la TNT le mercredi soir des diffusions.
Tout comme la première saison, la deuxième a eu le droit à une diffusion sur France 2. Le premier épisode a réuni, pour la soirée du 3 juillet 2013, 2 924 000 téléspectateurs, soit 11,4 % de part de marché, propulsant France 2 au quatrième rang national ce soir-là. Le 10 juillet 2013, l'épisode Les Chiens de Baskerville a atteint la troisième marche du podium avec 2 296 000 téléspectateurs soit 10,6 % des parts de marché.

### Accueil critique

#### Royaume-Uni
La série a rapidement reçu de nombreuses critiques positives. Le premier épisode a été particulièrement bien noté par l'Appreciation Index (utilisé comme un indicateur de l'appréciation des téléspectateurs pour un programme télévisé ou radiophonique au Royaume-Uni) avec un score de 87⁄100,. L'hebdomadaire The Observer écrit que la série ressemble à un croisement entre Withnail et moi et La Vengeance dans la peau, avec un soupçon de Doctor Who puisqu'elle a été écrite et créée par les scénaristes de Doctor Who, Mark Gatiss et Steven Moffat,. The Guardian ajoute : « ce n'est qu'un début, mais le premier épisode, Une étude en rose, est brillamment prometteur. Il a la finesse de MI-5 mais c'est indiscutablement Sherlock Holmes. Les séquences de déduction sont ingénieuses, et l'intrigue porte la marque de Moffat. Les puristes vont s'en offusquer, comme ils le font toujours. Mais Sherlock a déjà fait quelque chose de remarquable : il s'est emparé de la télévision du dimanche soir, et l'a rendue intéressante, ». D'autres critiques ont nuancé quelque peu ces propos : un journaliste de The Guardian s'étonnait que certains éléments de l'intrigue ne soient pas expliqués, et un rédacteur de The Independent suggère que la série est un peu trop lente à résoudre les cas mais ajoute que Cumberbatch, d'après Moffat « le seul homme à pouvoir jouer Sherlock Holmes avec un nom encore plus stupide,, a succédé au court règne de Robert Downey Jr. en tant que nouveau Sherlock Holmes branché ».

#### France
Télérama a publié des critiques positives à propos de la série : « Brillant adaptateur, Steven Moffat signe un divertissement de qualité, en parfait équilibre entre la réécriture respectueuse et l'innovation scénaristique et formelle. […] Écriture enlevée, réalisation soignée et créative, cette relecture riche en suspense et en humour profite aussi d'une belle alchimie entre ses deux acteurs principaux » et ajoute que son cynisme et sa misanthropie rappellent le docteur House, « son plus célèbre descendant télévisuel ». Le Nouvel Observateur mentionne également la qualité du doublage français, confié par France Télévision à la société Nice Fellow, qui a traduit les incrustations au cours de la postproduction, notamment les SMS qui apparaissent à l'écran.

#### Belgique
La Libre Belgique ajoute que l'adaptation de Moffat et Gatiss est particulièrement bien réussie : « revisiter des chefs-d’œuvre de la littérature classique est un exercice qui n’effraie pas les créateurs britanniques. Désinhibés et même particulièrement en verve, leurs créations apportent un démenti cinglant à l’adage qui veut qu’adapter signifie forcément trahir. Nulle trace de trahison dans cette relecture de l'œuvre de Sir Arthur Conan Doyle (1887) car son Sherlock reste fondamentalement le même : un cerveau brillant, observateur pathologique, arrogant et asocial tandis que seule la forme (son enveloppe corporelle) change. Et encore, si peu. »

### Par lesHolmésiens
Steven Moffat indique qu'il n'a pas eu à affronter l'opposition des puristes : « Même les sociétés de vieux spécialistes ont approuvé ». La Société Sherlock Holmes France mentionne le rythme très soutenu et haletant, ainsi que le grand nombre de détails canoniques.
The Sherlock Holmes Society of London indique dans sa critique de la série que « c'était tout ce que [la société] attendait, et même plus encore ! […] Bien sûr, il y aura beaucoup de gens à ne pas aimer — ceux qui pensent que le deerstalker et la pipe sont d'une certaine manière Sherlock Holmes, et ceux qui abhorrent toute allusion à la sexualité dans le monde de Holmes et Watson — mais ils seront largement minoritaires face à ceux qui adorent [la série], qu'ils soient ou non holmésiens, ».

### Distinctions
La première saison a remporté le BAFTA Television Award (plus importante récompense de la télévision britannique) de la meilleure série dramatique en 2011, et Freeman celui du meilleur acteur dans un second rôle, Cumberbatch ayant quant à lui été nommé au BAFTA du meilleur acteur. Outre-Atlantique, la série a également été remarquée : elle a reçu un Peabody Award et a été nommée aux prestigieux Emmy Awards (équivalents des Oscars pour la télévision) en 2011.
Sherlock a également été nommée par The Guardian 4e des dix meilleures séries dramatiques, et 2e des dix meilleures nouvelles séries télévisées britanniques de l'année 2010.
Sauf mention contraire, les informations ci-dessous sont issues de la page Awards de la série sur l'Internet Movie Database. En gras sont indiquées les récompenses majeures.

#### Récompenses
| Année | Cérémonie ou récompense                                    | Prix                                                 | Épisode                  | Lauréat(s)                                                  |
| ----- | ---------------------------------------------------------- | ---------------------------------------------------- | ------------------------ | ----------------------------------------------------------- |
| 2010  | Satellite Awards                                           | Meilleure mini-série                                 |                          | Mark Gatiss et Steven Moffat                                |
| 2010  | Peabody Awards                                             | Catégorie divertissement                             | Une étude en rose        |                                                             |
| 2011  | BAFTA Television Awards                                    | Meilleure série dramatique                           |                          | Mark Gatiss et Steven Moffat                                |
| 2011  | BAFTA Television Awards                                    | Meilleur acteur dans un second rôle                  |                          | Martin Freeman                                              |
| 2011  | BAFTA Television Awards                                    | Meilleur montage                                     | Une étude en rose        | Charlie Phillips                                            |
| 2011  | BAFTA Cymru Awards                                         | Meilleure série dramatique                           | Une étude en rose        | Sue Vertue                                                  |
| 2011  | BAFTA Cymru Awards                                         | Meilleure photographie - Fiction                     | Une étude en rose        | Steve Lawes                                                 |
| 2011  | BAFTA Cymru Awards                                         | Meilleurs décors                                     | Une étude en rose        | Arwel Jones                                                 |
| 2011  | BAFTA Cymru Awards                                         | Meilleur réalisateur - Fiction                       | Le Banquier aveugle      | Euros Lyn                                                   |
| 2011  | BAFTA Cymru Awards                                         | Meilleurs maquillages et coiffures                   | Le Grand Jeu             | Claire Pritchard                                            |
| 2011  | Broadcasting Press Guild Awards                            | Meilleur acteur                                      |                          | Benedict Cumberbatch                                        |
| 2011  | Crime Thriller Awards (Daggers)                            | Meilleure série                                      |                          | Mark Gatiss et Steven Moffat                                |
| 2011  | Crime Thriller Awards (Daggers)                            | Meilleur acteur                                      |                          | Benedict Cumberbatch                                        |
| 2011  | Prix Europa                                                | Meilleur épisode d'une série télévisée               | Une étude en rose        | Mark Gatiss et Steven Moffat                                |
| 2011  | Rockie Awards (Festival international des médias de Banff) | Meilleure série                                      | Une étude en rose        | Mark Gatiss et Steven Moffat                                |
| 2011  | Royal Television Society Awards                            | Meilleure série dramatique                           |                          | Mark Gatiss et Steven Moffat                                |
| 2011  | Television Critics Association Awards                      | Meilleure mini-série                                 |                          | Mark Gatiss et Steven Moffat                                |
| 2011  | TV Choice Awards (en)                                      | Meilleure nouvelle série dramatique                  |                          | Mark Gatiss et Steven Moffat                                |
| 2012  | BAFTA Television Awards                                    | Meilleur acteur dans un second rôle                  |                          | Andrew Scott (acteur)                                       |
| 2012  | BAFTA Television Awards                                    | Special Award                                        |                          | Steven Moffat                                               |
| 2012  | BAFTA Television Awards                                    | Meilleur scénariste                                  | Un scandale à Buckingham | Steven Moffat                                               |
| 2012  | BAFTA Television Awards                                    | Meilleur son                                         | Un scandale à Buckingham | Doug Sinclair, Howard Bargroff, Jeremy Child et John Mooney |
| 2012  | BAFTA Television Awards                                    | Meilleur montage                                     |                          | Charlie Phillips                                            |
| 2012  | Critics' Choice Television Awards                          | Meilleure mini-série                                 |                          | Mark Gatiss et Steven Moffat                                |
| 2012  | Critics' Choice Television Awards                          | Meilleur acteur dans une mini-série                  |                          | Benedict Cumberbatch                                        |
| 2013  | Irish Film and Television Awards                           | Meilleur acteur dans un second rôle                  |                          | Andrew Scott                                                |
| 2014  | Emmy Awards (Primetime Emmy Awards)                        | Meilleur acteur dans un téléfilm                     | Son dernier coup d'éclat | Benedict Cumberbatch                                        |
| 2014  | Emmy Awards (Primetime Emmy Awards)                        | Meilleur acteur dans un second rôle dans un téléfilm | Son dernier coup d'éclat | Martin Freeman                                              |
| 2014  | Emmy Awards (Primetime Emmy Awards)                        | Meilleur scénario pour un téléfilm                   | Son dernier coup d'éclat | Steven Moffat                                               |
| 2016  | Emmy Awards (Primetime Emmy Awards)                        | Meilleur téléfilm                                    | L'Effroyable Mariée      |                                                             |

#### Nominations
| Année | Cérémonie ou récompense                                                          | Prix                                                | Épisode                  | Nommé(s)                                                           |
| ----- | -------------------------------------------------------------------------------- | --------------------------------------------------- | ------------------------ | ------------------------------------------------------------------ |
| 2010  | Satellite Awards                                                                 | Meilleur acteur                                     |                          | Benedict Cumberbatch                                               |
| 2011  | BAFTA Television Awards                                                          | Meilleur acteur                                     |                          | Benedict Cumberbatch                                               |
| 2011  | BAFTA Television Awards                                                          | Meilleur réalisateur                                | Une étude en rose        | Paul McGuigan                                                      |
| 2011  | BAFTA Television Awards                                                          | Meilleure musique                                   | Une étude en rose        | Michael Price et David Arnold                                      |
| 2011  | BAFTA Television Awards                                                          | Meilleurs décors                                    | Une étude en rose        | Arwel Jones                                                        |
| 2011  | BAFTA Television Awards                                                          | YouTube Audience Award                              |                          | Prix du public                                                     |
| 2011  | BAFTA Cymru Awards                                                               | Meilleur son                                        | Le Grand Jeu             | John Mooney, Jeremy Child, Doug Sinclair                           |
| 2011  | Broadcasting Press Guild Awards                                                  | Meilleure série dramatique                          |                          | Mark Gatiss et Steven Moffat                                       |
| 2011  | Broadcasting Press Guild Awards                                                  | Meilleur scénario                                   |                          | Mark Gatiss, Steven Moffat et Steve Thompson                       |
| 2011  | Channel of the Year Awards (Festival international de la télévision d'Édimbourg) | Meilleur programme hertzien                         |                          | Mark Gatiss et Steven Moffat                                       |
| 2011  | Channel of the Year Awards (Festival international de la télévision d'Édimbourg) | The Network & Fast Track Programme Choice Award     |                          | Prix spécial des initiatives The Network et Fast Track du festival |
| 2011  | Crime Thriller Awards (Daggers)                                                  | Meilleur acteur dans un second rôle                 |                          | Rupert Graves                                                      |
| 2011  | Emmy Awards (Creative Arts Primetime Emmy Awards)                                | Meilleur scénario                                   | Une étude en rose        | Steven Moffat                                                      |
| 2011  | Emmy Awards (Creative Arts Primetime Emmy Awards)                                | Meilleure musique                                   | Une étude en rose        | Michael Price et David Arnold                                      |
| 2011  | Emmy Awards (Creative Arts Primetime Emmy Awards)                                | Meilleur montage                                    | Une étude en rose        | Charlie Phillips                                                   |
| 2011  | Emmy Awards (Creative Arts Primetime Emmy Awards)                                | Meilleurs effets visuels                            | Une étude en rose        | James Etherington                                                  |
| 2011  | National Television Awards                                                       | Meilleure série                                     |                          | Mark Gatiss et Steven Moffat                                       |
| 2011  | National Television Awards                                                       | Meilleur acteur                                     |                          | Benedict Cumberbatch                                               |
| 2011  | Royal Television Society Awards                                                  | Meilleure musique                                   |                          | Michael Price et David Arnold                                      |
| 2011  | Royal Television Society Awards                                                  | Meilleure photographie                              |                          | Steve Lawes                                                        |
| 2011  | Royal Television Society Awards                                                  | Meilleur montage                                    |                          | Charlie Phillips                                                   |
| 2011  | Saturn Awards                                                                    | Meilleure présentation télévisée                    |                          | Mark Gatiss et Steven Moffat                                       |
| 2011  | Television and Radio Industries Club Awards                                      | Série dramatique de l'année                         |                          | Mark Gatiss et Steven Moffat                                       |
| 2011  | TV Quick Awards (en)                                                             | Meilleur acteur                                     |                          | Benedict Cumberbatch                                               |
| 2011  | Writers' Guild Awards                                                            | Meilleur drame dans un format court à la télévision |                          | Mark Gatiss, Steven Moffat et Steve Thompson                       |
| 2012  | BAFTA Television Awards                                                          | You Tube Audience Award                             |                          | Prix du public                                                     |
| 2012  | BAFTA Television Awards                                                          | Meilleur acteur                                     |                          | Benedict Cumberbatch                                               |
| 2012  | BAFTA Television Awards                                                          | Meilleur acteur dans un second rôle                 |                          | Martin Freeman                                                     |
| 2012  | Critics' Choice Television Awards                                                | Meilleure actrice dans une mini-série               |                          | Lara Pulver                                                        |
| 2012  | Television Critics Association Awards                                            | Meilleure mini-série                                |                          | Mark Gatiss et Steven Moffat                                       |
| 2012  | Emmy Awards (Primetime Emmy Awards)                                              | Meilleure mini-série ou du meilleur téléfilm        | Un scandale à Buckingham | Mark Gatiss et Steven Moffat                                       |
| 2012  | Emmy Awards (Primetime Emmy Awards)                                              | Meilleur acteur                                     | Un scandale à Buckingham | Benedict Cumberbatch                                               |
| 2012  | Emmy Awards (Primetime Emmy Awards)                                              | Meilleur acteur dans un second rôle                 | Un scandale à Buckingham | Martin Freeman                                                     |
| 2012  | Emmy Awards (Primetime Emmy Awards)                                              | Meilleure réalisation                               | Un scandale à Buckingham | Paul McGuigan                                                      |
| 2012  | Emmy Awards (Primetime Emmy Awards)                                              | Meilleur scénario                                   | Un scandale à Buckingham | Steven Moffat                                                      |
| 2013  | Golden Globes                                                                    | Meilleur acteur dans une mini-série ou un téléfilm  |                          | Benedict Cumberbatch                                               |
| 2014  | Emmy Awards (Primetime Emmy Awards)                                              | Meilleur téléfilm                                   | Son dernier coup d'éclat |                                                                    |
| 2014  | Emmy Awards (Primetime Emmy Awards)                                              | Meilleure réalisation pour un téléfilm              | Son dernier coup d'éclat | Nick Hurran                                                        |
| 2015  | Satellite Awards                                                                 | Meilleure mini-série                                |                          |                                                                    |
| 2015  | Screen Actors Guild Awards                                                       | Meilleur acteur dans une mini-série ou un téléfilm  |                          | Benedict Cumberbatch                                               |
| 2016  | Emmy Awards (Primetime Emmy Awards)                                              | Meilleur acteur dans une mini-série ou un téléfilm  | L'Effroyable Mariée      | Benedict Cumberbatch                                               |

## Influence et produits dérivés
La popularité de la série a conduit la chaîne de grands magasins Debenhams à s'approvisionner en manteaux similaires à celui que porte Sherlock. Le fabricant de vêtements Belstaff, créateur de celui qui apparaît dans la série, a été forcé de relancer sa production du trench-coat qui habille Benedict Cumberbatch. The Independant écrit que « le créateur Paul Costelloe a, pour satisfaire à la demande, proposé des manteaux et des écharpes inspirés de la série, et que l'un des tailleurs de Savile Row, John Pearse, disait que beaucoup de ses clients se renseignaient sur les vêtements des acteurs, ». Le journaliste Alexis Petridis explique qu' « on peut comprendre pourquoi les hommes veulent avoir ce look. Peut-être qu'ils ont remarqué l'effet que Cumberbatch, qui ne ressemble pas aux beaux mecs standard de la télé, a sur le public féminin… et ils ont décidé que cela devait avoir quelque chose à voir avec ses fringues. Il s'avère donc que la dernière icône de la mode britannique est un sociopathe asexuel fictif, apparu pour la première fois à l'écran en train de frapper un cadavre avec une cravache. Le génial détective lui-même n'avait sûrement pas prévu cela, ». Certaines marques de mode, inspirées par l'effet de la série et alimentées par le film de Guy Ritchie, ont commencé à intituler certaines de leurs collections Sherlock Chic, comme chez Dolce&Gabbana et dans le magazine spécialisé Vogue.
De plus, les ventes des aventures de Sherlock Holmes ont connu une hausse de plus de 180 % au cours de la diffusion de la première saison au Royaume-Uni. La maison d'éditions Penguin Classics, proposant la version la plus vendue des Aventures de Sherlock Holmes a annoncé une augmentation des ventes de 83 % durant l'été 2010, et les œuvres liées à Sherlock Holmes, comme Death Cloud d'Andrew Lane, mettant en scène les aventures de Sherlock Holmes dans sa jeunesse, ont aussi vu leurs ventes grimper avec la diffusion de la série. En janvier 2012, au cours des trois semaines de la diffusion de la deuxième saison, les ventes ont également connu une large augmentation, avec près du double de ventes d'une semaine « normale », soit environ 2 000 copies par semaine.
Speedy's, le magasin de sandwichs de North Gower Street au rez-de-chaussée de l'immeuble où Holmes et Watson habitent, a vu son chiffre d'affaires augmenter avec l'arrivée de nouveaux clients ayant reconnu la boutique dans la série.
BBC Online a également publié une série de sites liés au monde fictif de la série, évoqués par les différents personnages dans les épisodes. Ils sont rédigés et actualisés par Joseph Lidster : The Science of Deduction (le site de Holmes), le blog du Dr Watson, le journal de Molly Hooper ou le site officiel de Connie Price (l'une des victimes du 3e épisode). Pour la deuxième saison, seul le blog de John Watson a été actualisé, où ont été publiées les chroniques des aventures des deux amis mentionnées dans les épisodes (The Science of Deduction, le site fictif de Sherlock Holmes a juste mis en ligne une analyse des cendres de tabac citée dans Un scandale à Buckingham).
BBC Books a publié une collection dérivée de rééditions des romans et nouvelles de Conan Doyle, avec des couvertures représentant les deux acteurs principaux, Cumberbatch et Freeman. Une étude en rouge (A Study in Scarlet), et Les Aventures de Sherlock Holmes (The Adventures of Sherlock Holmes), sont sortis à l'automne 2011, avec respectivement une préface de Steven Moffat et Mark Gatiss.  
- (en) Arthur Conan Doyle (préf. Steven Moffat), A Study in Scarlet, Londres, BBC Books, 15 septembre 2011 (1re éd. 1887), 224 p. (ISBN 978-1-84990-366-0)
- (en) Arthur Conan Doyle (préf. Mark Gatiss), The Adventures of Sherlock Holmes, Londres, BBC Books, 27 octobre 2011 (1re éd. 1892), 336 p. (ISBN 978-1-84990-367-7)
- (en) Arthur Conan Doyle (préf. Benedict Cumberbatch), The Hound of the Baskervilles, Londres, BBC Books, 29 mars 2012 (1re éd. 1901), 192 p. (ISBN 978-1-84990-409-4)
- (en) Arthur Conan Doyle (préf. Martin Freeman), Sign of Four, Londres, BBC Books, 29 mars 2012 (1re éd. 1889), 192 p. (ISBN 978-1-84990-404-9)
- (en) Arthur Conan Doyle (préf. Steve Thompson), The Memoirs of Sherlock Holmes, Londres, BBC Books, 29 mars 2012 (1re éd. 1892), 224 p. (ISBN 978-1-84990-406-3)

### DVD
Un coffret DVD (zone 2) et Bluray (toutes régions) est sorti au Royaume-Uni le 30 août 2010, en Australie le 4 novembre et aux États-Unis le 9 novembre 2010. Ils contiennent les trois épisodes de la première saison et quelques bonus. Une étude en rose contient un commentaire audio avec Steven Moffat, Mark Gatiss et Sue Vertue, alors que Benedict Cumberbatch, Martin Freeman et Mark Gatiss commentent Le Grand Jeu.  
La deuxième saison est sortie en DVD au Royaume-Uni le 23 janvier 2012.  
- (en) Sherlock : Series 1, BBC, 30 août 2010 au Royaume-Uni, DVD Zone 2
  - Sherlock : Saison 1, France Télévisions Distribution, 1er décembre 2011 en France, DVD Zone 2
- (en) Sherlock : Series 2, BBC, 23 janvier 2012 au Royaume-Uni, DVD Zone 2
- (en) Sherlock : Series 1 and 2 Box Set, BBC, 23 janvier 2012 au Royaume-Uni, DVD Zone 2